# Judeja (provincija)
Judeja (hebr. יהודה, standardni  tiberijski Yehûḏāh; грч. Ἰουδαία; lat. Iudaea) je izraz koji istoričari koriste za rimsku provinciju koja se prostirala na nekadašnjem području hasmonejskih i herodijskih kraljevstava Izrael. Nazvana je prema Herodovoj etnarhiji Judeja od koje je nastala, kao i prema Kraljevini Judeji iz 6. vijeka p. n. e.
Rim je svoju kontrolu nad područjem počeo uspostavljati godine 63. p. n. e., poslije završetka trećeg mitridatskog rata i pretvaranja Sirije u rimsku provinciju. Nakon što je Mitridat VI Veliki poražen rimski vojskovođa Gnej Pompej Veliki je nastojao osigurati područje. Zbog toga je tokom 1. vijeka p. n. e. prvo uspostavljeno tzv. Herodsko kraljevstvo kao rimska klijentska država a potom je u 1. vijeku postala provincijom Rimskog carstva.
Provincija Iudaea je bila mjesto tri velike jevrejske pobune (v. Jevrejsko-rimski ratovi) — to su bili Veliki jevrejski ustanak (66—70. n. e.) Kitoski rat (115—117) i Bar Kohbin ustanak (132—135), nakon kojih je rimski car Hadrijan odlučio promijeniti ime provincije u Syria Palaestina a njenog sjedišta Jerusalima u Aelia Capitolina pokušavši tako izbrisati sve veze jevrejskog naroda s tim područjem.
Glavni grad provincije je bila Primorska Cezareja (grč. παράλιος Καισάρεια, lat. Caesarea Maritima).

## Spoljašnje veze
- Jewish Encyclopedia: Image of Brass Coin of Vespasian, with Inscription "Iudaea Capta." Struck in 72 C.E.
- Jewish Encyclopedia: Procurators of Iudaea
- The name Rome gave to the land of Israel
- Biblical Archaeology:Caesarea Maritima Архивирано на веб-сајту  (10. март 2013)